# Cycling Academy Team/Saison 2015
Diese Liste beschreibt die Mannschaft und die Erfolge des Radsportteams Cycling Academy Team in der Saison 2015.

## Saison 2015

### Erfolge in der UCI Europe Tour
Bei den Rennen der UCI Europe Tour im Jahr 2015 gelangen dem Team nachstehende Erfolge.
| Datum    | Rennen                                       | Kat. | Fahrer          |
| -------- | -------------------------------------------- | ---- | --------------- |
| 9. Mai   | 4. Etappe Tour d’Azerbaïdjan                 | 2.1  | Daniel Turek    |
| 14. Mai  | 1. Etappe Tour de Berlin                     | 2.2U | Daniel Turek    |
| 17. Mai  | Visegrád 4 Bicycle Race – Grand Prix Polski  | 1.2  | Bartosz Warchoł |
| 24. Juni | Israelische Meisterschaft – Einzelzeitfahren | CN   | Yoav Bär        |

### Mannschaft
| Name                        | Geburtstag       | Nationalität | Team 2014          |
| --------------------------- | ---------------- | ------------ | ------------------ |
| Yoav Bär                    | 24. Juni 1991    | Israel       | Neoprofi           |
| Mário Daško                 | 30. Juni 1994    | Slowakei     | Dukla Trenčín Trek |
| Ben Einhorn                 | 22. Juli 1993    | Israel       | Neoprofi           |
| Guy Gabay                   | 18. Juli 1993    | Israel       | Neoprofi           |
| Roy Goldstein               | 20. Mai 1993     | Israel       | Neoprofi           |
| Ľuboš Malovec               | 10. Februar 1994 | Slowakei     | Dukla Trenčín Trek |
| Wojciech Migdał             | 27. März 1991    | Polen        | Wibatech Fuji Żory |
| Emanuel Piaskowy            | 2. März 1991     | Polen        | ActiveJet Team     |
| Patryk Talaga               | 2. April 1995    | Polen        | Neoprofi           |
| Daniel Turek                | 19. Januar 1993  | Tschechien   | Neoprofi           |
| Bartosz Warchoł (ab 17.04.) | 16. Januar 1992  | Polen        | Neoprofi           |
| Ido Zilberstein             | 27. August 1993  | Israel       | Team Ukyo          |